# Bříství
Bříství är en ort i Tjeckien.   Den ligger i regionen Mellersta Böhmen, i den centrala delen av landet, 30 km öster om huvudstaden Prag. Bříství ligger 194 meter över havet och antalet invånare är 299.
Terrängen runt Bříství är platt.Runt Bříství är det ganska tätbefolkat, med 239 invånare per kvadratkilometer. Närmaste större samhälle är Černý Most, 18,9 km väster om Bříství. Trakten runt Bříství består till största delen av jordbruksmark.